# 킹덤 (2019년 드라마)
《킹덤》은 2019년 1월 25일에 넷플릭스로 공개된 한국 드라마로, 배경은 조선시대인데 좀비가 등장하는 사극
이며 제 33회 한국방송작가상 드라마 부문 후보에 올랐으나 웹툰의 리메이크란 이유 탓인지 '순수 창작물'이란 드라마 규정에 미달되어 탈락했다.

## 줄거리
죽었던 왕이 되살아나자 반역자로 몰린 왕세자가 향한 조선의 끝, 그곳에서 굶주림 끝에 좀비가 되어버린 이들의 비밀을 파헤치며 시작되는 미스터리 스릴러. 배경은 조선의 5대궁(경복궁, 창덕궁, 창경궁, 경희궁(덕수궁 제외), (근정전과 인정전이 합성됨).

## 스핀오프
시즌 2까지 성공적으로 진행되어, 현재는 스핀오프 시즌인 '킹덤: 아신전' 공개를 앞두고 있다. 킹덤: 아신전의 주연은 전지현이며, 시즌2의 민치록 역의 박병은 또한 등장한다. 촬영은 모두 마친 상태로 21년 중으로 개봉을 하였다.

## 등장 인물

### 주요 인물
- 주지훈 : 이창 역 (아역 김태율) - 왕세자
- 류승룡 : 조학주 역 - 영의정
- 배두나 : 서비 역 - 지율헌 의녀, 이승희 의원의 제자

### 주변 인물
- 김상호 : 무영 역 - 이창의 좌익위
- 김성규 : 영신 역 - 이창의 측근
- 전석호 : 조범팔 역 - 동래부사. 조학주의 조카
- 김혜준 : 계비 조씨 역 - 조학주의 딸, 중전
- 허준호 : 안현 대감 역 - 왕세자의 옛 스승
- 정석원 : 조범일 역 - 조학주의 외동아들, 금군별장
- 김종수 : 김순 역 - 대제학
- 유승목 : 동래이방 역
- 진선규 : 덕성 역 - 안현대감의 측근
- 김윤성 : 가노대장 역 - 안현 휘하의 노비들을 이끄는 대장 (시즌 2)
- 정규수 : 상주목사 역 - 현임 상주목사
- 주석태 : 이도진 역 - 내금위장
- 허진 : 병마절도사 노마님 역 - 전 병마절도사의 노모
- 박병은 : 민치록 역 - 어영대장
- 김태훈 : 이강윤 역 - 중앙군 훈련대장
- 조한철 : 원유 역 - 강화도에 유배되어 있던 노성군의 후손이자 창의 당숙
- 김강훈 : 이염 역 - 무영의 아들. 세자가 왕위를 포기하며 다음 왕으로 즉위
- 안재홍 : 문수 역 - 내시부 상선
- 박광재 : 대령숙수 역
- 전지현 : 아신 역 (시즌 2에서는 특별출연)

### 그 외 인물
- 김승훈 : 상주목사 군관 역
- 권범택 : 이승희 의원 역 - 지율헌의 의원, 서비의 스승
- 김예은 : 지율헌 의녀 역
- 홍기준 : 훈련대장 역 (시즌 1 출연)
- 김태훈 : 훈련대장 역 (시즌 2 출연)
- 최권 : 동래 군관 역
- 강신철 : 조학주 내금위 역
- 이양희 : 병판 역 - 어영청 제조 겸직
- 배상돈 : 우의정 역
- 전규일 : 상선 역
- 김현빈 : 단이 역 - 이승희의 제자
- 김찬이 : 돌석 아빠 역
- 안은진 : 김씨부인 역 - 무영의 아내
- 오동민 : 동궁전 내시 역
- 최지연 : 동궁전 보모상궁 역
- 장우연 : 강녕전 제조상공 역
- 안지혜 : 중궁전 상궁 역
- 배건식 : 문사낭청 역
- 정영섭 : 도진의 내금위 역
- 김창회 : 도진의 내금위 역
- 노승우 : 도진의 내금위 역
- 김현식 : 도진의 내금위 역
- 추헌엽 : 범일 금군 역
- 윤세웅 : 왕 역 - 이창의 아버지
- 차래형 : 움막촌 군졸 역
- 오아린 : 덕이동생 역
- 윤병희 : 화전민 역
- 심달기 : 소주방 궁녀 역
- 문동혁 : 유생 역
- 김흥태 : 망나니 역
- 서문호 : 저잣거리 백성 / 보부상 2 역
- 송지혁

## 촬영지
- 포천 한탄강 현무암 협곡과 비둘기낭 폭포
- 창덕궁 후원, 인정전, 대조전
- 창경궁 통명전
- 종묘 정전
- 문경새재 가은오픈세트장
- 부안 전라좌수영세트장
- 용인 드라미아
- 파주 영상테마파크
- 평창 동막골 세트장
- 문경새재 고모산성
- 인제 원대리 자작나무 숲
- 새만금 간척지

## 참고 사항
- 배건식은 MBN에서 방송된 재연 다큐드라마 기막힌 이야기 실제상황에 이어 이 작품인 넷플릭스 드라마에 처음 출연하는 작품이다.
- 배두나, 김성규, 진선규는 영화 《터널》 이후로 4개월만에 재회했다.
- 김성규, 진선규, 홍기준, 윤병희, 서문호는 영화 《범죄도시》 이후로 3개월만에 재회했다.
- 김성규, 김윤성, 유승목, 문동혁, 서문호는 영화 《악인전》 이후로 1개월만에 재회했다.
- 김종수, 최권은 JTBC 월화드라마 《무정도시》 이후로 7개월만에 재회했다.
- 허준호, 진선규는 영화 《불한당: 나쁜 놈들의 세상》 이후로 3개월, 《퍼펙트맨》 이후로 1개월만에 재회했다.
- 김종수, 진선규, 김현빈, 박광재는 2015년 SBS 월화드라마 《육룡이 나르샤》 이후로 5개월만에 재회했다.
- 유승목, 김태훈, 서문호는 영화 《말모이》 이후로 1개월만에 재회했다.
- 박광재, 윤병희는 영화 《나쁜 녀석들: 더 무비》 이후로 1개월만에 재회했다.
- 김흥태, 서문호는 영화 《성난황소》 이후로 2개월만에 재회했다.